# Gheriat el-Garbia
Gheriat el-Garbia est un site archéologique situé sur le Limes de Tripolitaine, en Libye. Il conserve les vestiges d'un fort romain construit à l'époque de Septime Sévère.